# Gehofen
Gehofen è un comune di 600 abitanti della Turingia, in Germania.
Appartiene al circondario del Kyffhäuser (targa KYF) ed è amministrato dal comune amministratore (Erfüllende Gemeinde) di Artern.

## Geografia antropica
Si trova nella parte meridionale del territorio detto Goldene Aue.